# Mikhaïl Zlatkovski
Mikhaïl Mikhaïlovitch Zlatkovski (russe : Михаил Михайлович Златковский), né le 21 août 1944 dans le village de Vtoryé Lévyé Lamki (ru) dans l'Oblast de Tambov, alors en URSS, est un caricaturiste russe.